# Dakṣa

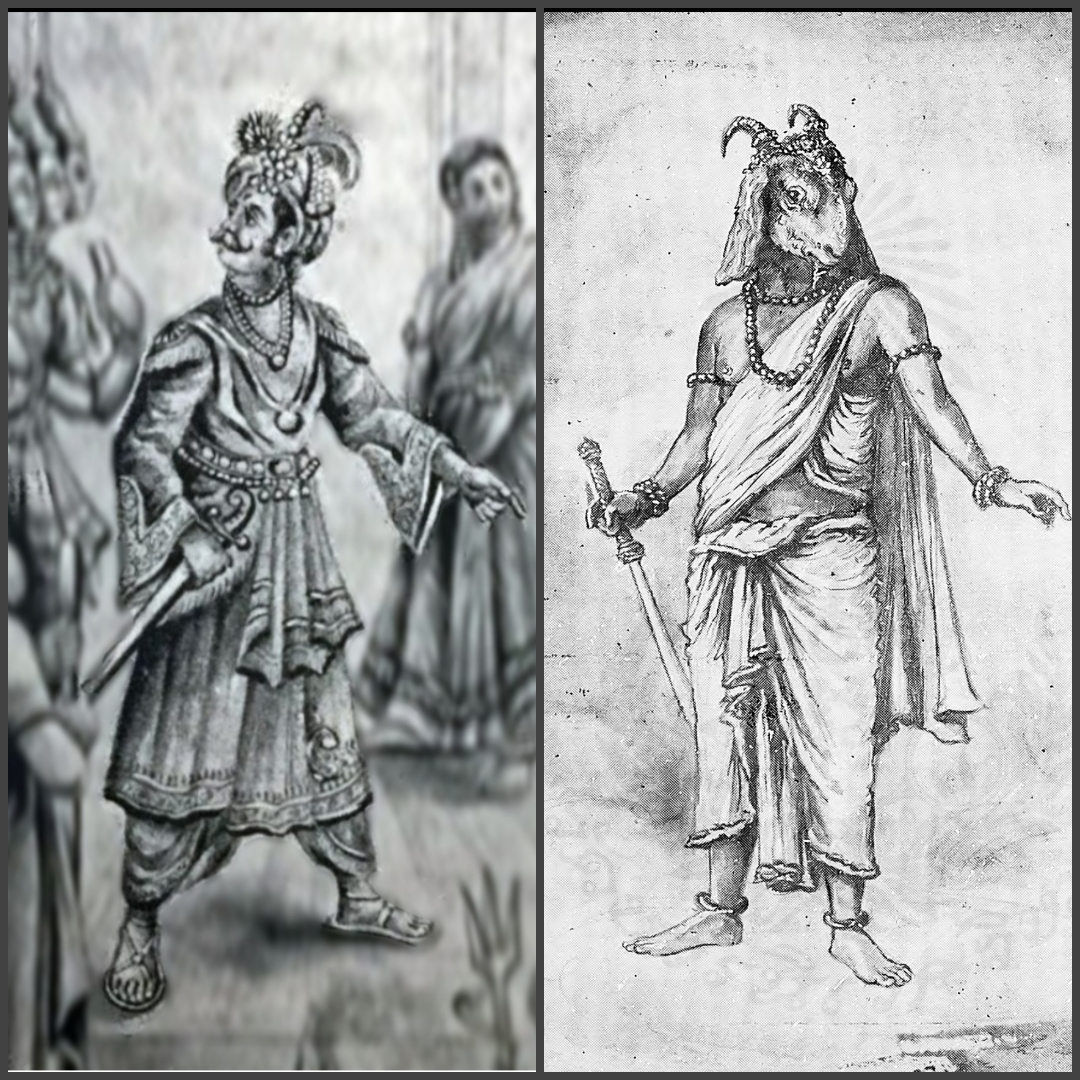
Due raffigurazioni di Dakṣa, una con fattezze umane e una con la testa di capra

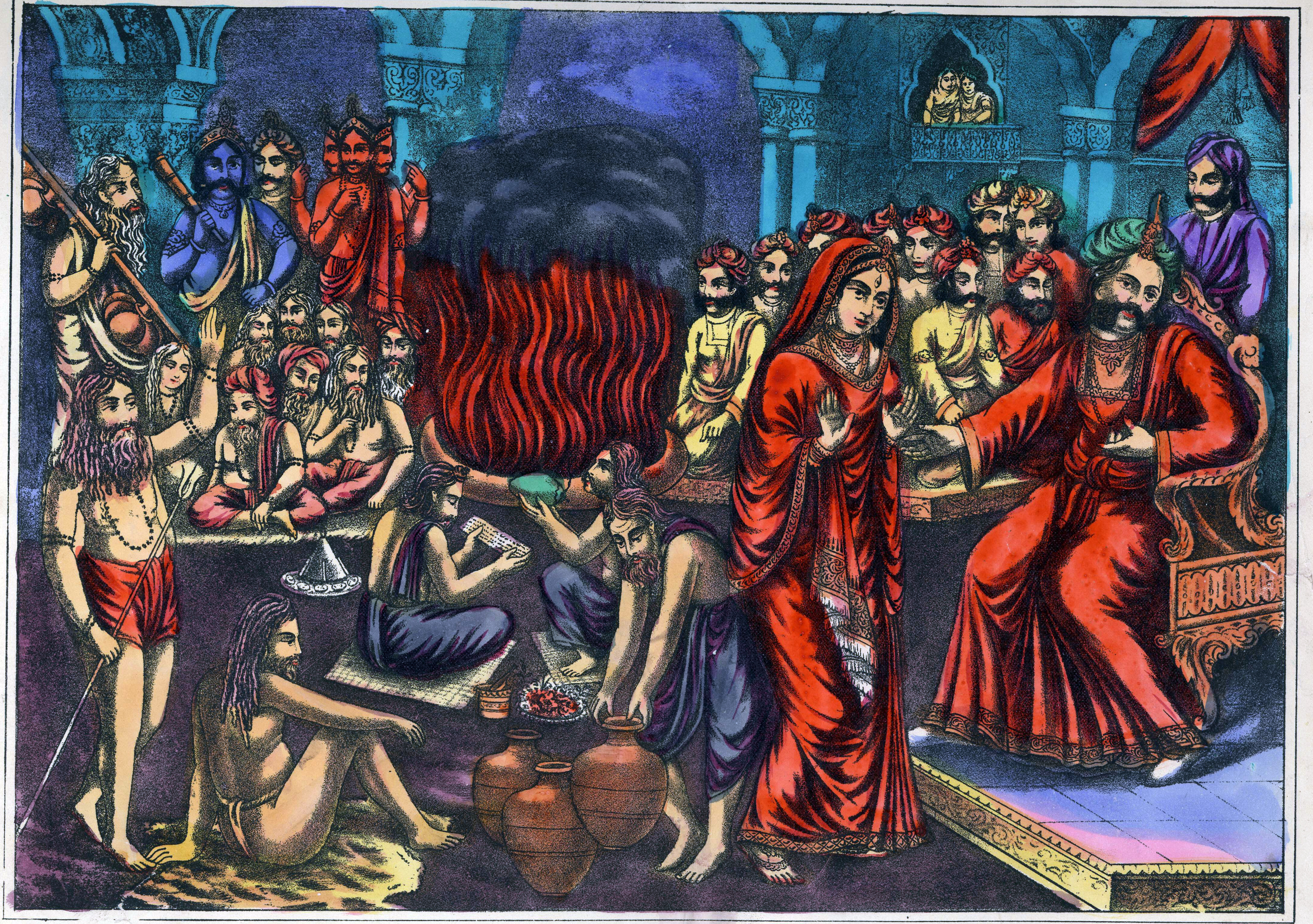
Dakṣa insulta Siva mentre litiga con Sati.

Dakṣa (devanagari: दक्ष, IAST: Dakṣa, nella grafia anglosassone: Daksha) è una figura della mitologia vedica e induista. Nei testi più antichi, tra cui il Rigveda, è uno degli Aditya, le divinità solari figlie di Kaśyapa e Aditi, mentre nella letteratura successiva diviene uno dei Prajapati, i facilitatori della creazione, così come dei Mānasaputra, i figli nati dalla mente di Brahma.
Il suo nome significa "destro", "abile", o anche "onesto", ed era in origine una divinità associata al fuoco, e più precisamente alle offerte e alle azioni da compiere durante i sacrifici.
Dakṣa ricevette in dono da Brahma la possibilità di avere molte figlie, allo scopo di favorire la procreazione. Esse furono date in sposa a molti degli dei e dei saggi del pantheon induista.
Secondo la mitologia, Dakṣa condusse una volta un grande yajna (sacrificio del fuoco), ma non invitò la sua figlia minore Sati e suo marito Siva, causando l'ira del dio della distruzione. Fu decapitato dal demone Virabhadra, creato da Siva stesso, per aver insultato Sati e Siva, ma fu resuscitato con la testa di una capra.

## Mogli e figlie
Le mogli di Dakṣa sono indicate in vari testi con i nomi di Prasuti e Asikni (o Panchajani). Secondo una versione, sposò Prasuti nella sua prima vita e Asikni nella seconda.
Le figlie avute da Prasuti furono:
- 13 (Sraddha, Lakshmi, Dhriti, Thushti, Pushti, Medha, Kriya, Buddhi, Lajja, Vapu, Shanti, Siddhi, Kirtti) sposate al dio Dharma
- Khyati, sposata al saggio Bhrigu
- Sambhuti, sposata al saggio Marichi
- Smriti, sposata al saggio Angiras
- Priti, sposata al saggio Pulastya
- Kshama, sposata al saggio Pulaha
- Sannati, sposata al saggio Kratu
- Arundhati, sposata al saggio Vasishtha
- Swaha, sposata al dio Agni
- Swadha sposata ai Pitṛ, gli spiriti degli antenati
- Sati, sposata al dio Siva

L'elenco delle figlie avute da Asikni si trova in molti testi, tra cui il Mahabharata, il Devībhāgavata Purāṇa, il Brahma Vaivarta Purana e il Vishnu Purana. Secondo queste versioni Dakṣa ebbe 60 figlie con Asikni:
- 10 (Maruvati, Vasu, Jami, Lamba, Bhanu, Urjja, Sankalp, Mahurath, Sadhya, Vishva) andarono in sposa a Dharma.
- 13 (Aditi, Diti, Danu, Arishta, Surasa, Surabhi, Vinata, Tamra, Krodhavasha, Ira, Kadru, Vishva, Muni) andarono in sposa a Kaśyapa, con cui furono progenitrici di tutte le specie viventi.
- 27 (Ashvini, Bharani, Krttika, Rohini, Mrigashira, Tarakam o Ardra, Punarvasu, Pushya, Ashlesha, Janakam o Magha, Phalguni, Uttarphalguni, Hasta, Chitra, Svati, Vishakha, Anuradha, Jyestha, Mula, Purvashadha, Uttarasadha, Srona o Shravana, Dhanistha o Shatabhisha, Abhijit o Prachetas, Purvabhadrapada, Uttarabhadrapada e Revati) a Chandra. Chandra preferì Rohini tra tutte, causando l'ira delle altre mogli e del loro padre.
- 4 a Arishtanemi
- 2 a Bahuputra
- 2 a Angiras
- 2 a Krisasva